# Kenneth MacDonald (amerykański aktor)
Kenneth MacDonald, właśc. Kenneth Dollins (ur. 8 września 1901 w Portland Indiana, zm. 5 maja 1972 w Woodland Hills, w Los Angeles) – amerykański aktor.

## Życiorys
Był najmłodszym synem fryzjerki Mary E. „Mollie” Tate i sprzedawcy Johna Wesleya Dollinsa. Dorastał w Indianie ze starszym rodzeństwem – siostrą Glenną (1887–1969) oraz dwoma braćmi – Guyem (1889–1950) i Charlesem (1898–1966). Po ukończeniu szkoły średniej, w 1920 rozpoczął pracę jako aktor teatralny. W 1930 ożenił się z LaMee Kathryn Nave, z którą miał troje dzieci. W tym samym roku oficjalnie zmienił nazwisko z Dollins na MacDonald.
W 1923 pojawił się w swoim pierwszym filmie niemym akcji Powolny jak błyskawica (Slow as Lightning) jako Jimmie March. Do Hollywood przybył na początku lat 30., gdzie grał małe role w niskobudżetowych, niezależnych produkcjach. W 1939 podpisał kontrakt z wytwórnią Columbia Pictures na potrzeby udziału w westernach klasy B. MacDonald do perfekcji opanował chłodną, wytworną postawę, która zwykle maskowała złą stronę jako oszusta, wyjętego spod prawa lub złodzieja. Jego głos był dobrze modulowany, często delikatny i jednocześnie złowieszczy, w stylu Borisa Karloffa. Ponadto, podobnie jak Karloff, rzadko podnosił głos, przez co jego bohaterowie byli zarówno dominujący, jak i niebezpieczni. Ta cecha uczyniła MacDonalda przekonującym złoczyńcą w serialach przygodowych Columbii. Grał też role pełnych współczucia, zwykle spokojnych autorytetów – policjanta, psychiatry więziennego czy sędziego.
Zmarł 5 maja 1972 na raka mózgu i płuc w wieku 70 lat. Został pochowany w Forest Lawn Memorial Park w Hollywood Hills.

## Filmografia

### Filmy
- 1947: Brutalna siła jako strażnik przy kontroli celi (niewymieniony w czołówce)
- 1947: Mroczne przejście jako Vincent Parry (Humphrey Bogart), postać przed operacją twarzy (niewymieniony w czołówce)
- 1947: Krzyżowy ogień jako major
- 1954: Bunt na okręcie jako członek zarządu sądu wojennego (niewymieniony w czołówce)
- 1956: Dziesięcioro przykazań jako niewolnik
- 1966: Fantastyczna podróż jako Henry – monitorowanie serca (niewymieniony w czołówce)
- 1967: 40 karabinów jako Harry Malone

### Seriale telewizyjne
- 1959: Rawhide jako mieszczanin
- 1960: Bonanza jako szeryf
- 1961: Rawhide jako Morgan Shaw / barman